# Petrus Canisius Mandagi
Petrus Canisius Mandagi (ur. 27 kwietnia 1949 w Kamangta) – indonezyjski duchowny rzymskokatolicki, w latach 1994–2020 biskup Amboina, arcybiskup metropolita Merauke od 2021. 
Ingres do katedry w Merauke odbył 3 stycznia 2021.